# Cheval en Inde
Le cheval en Inde, présent dès la haute Antiquité, reste toutefois beaucoup moins important dans l'histoire et la culture du pays que d'autres animaux domestiques, tels que les bovins. L'Inde est connue notamment pour ses deux races de chevaux aux oreilles courbées, le Marwari et le Kathiawari.

## Histoire

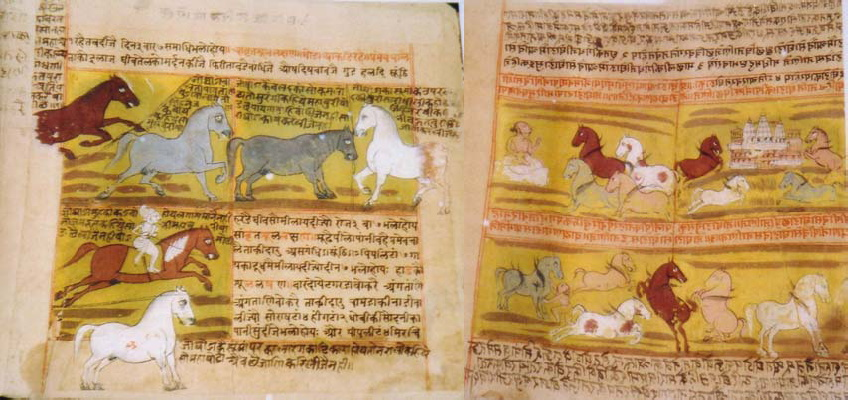
Manuscrit du Rajasthan daté du XVI, détaillant comment prendre soin des chevaux.

Dans l'imaginaire des peuples de l'Inde, le cheval est étroitement associé aux peuples cavaliers qui les ont envahis, au point que, d'après Wendy Doniger, ils ont fini par s'identifier eux-mêmes au cheval. En effet, depuis les Indo-européens jusqu'aux Anglais, en passant par les Moghols, ces peuples apportent avec eux leurs chevaux, de différentes races (Arabes, Pur-sangs et Walers, notamment).
Les premières traces de domestication du cheval en Inde sont postérieures de 2 000 à 500 ans aux premières traces de domestication du bétail. Elles sont localisées dans l'Ouest du sous-continent, ce qui est cohérent avec l'emplacement des premiers foyers mondiaux de domestication connus, dans les steppes eurasiennes. L'introduction du cheval est vraisemblablement due à des peuplades parlant l'indo-européen commun, qui sont à l'origine (au moins en partie) de la civilisation pratiquant le védisme et écrivant le sanskrit, qui peuple l'Inde dans l'Antiquité.
Des pièces de brides ont été retrouvés parmi des restes de bûchers funéraires antiques. La plus ancienne mention écrite de cet équipement figure dans le Rig-Véda. Le commerce de chevaux est lui aussi mentionné, dans l'Atharvaveda (2.30.29). Une peinture retrouvée dans les grottes d'Ajantâ montre des chevaux et des éléphants transportés par bateau.
Marco Polo signale dans ses écrits l'absence totale d'élevage équin en Inde, en raison d'après lui du climat néfaste à un tel élevage. Ce n'est pas tout à fait vrai, car quelques élevages perdurent dans le Nord de l'Inde depuis une période bien antérieure au Xe siècle et poursuivent leur activité à l'époque moghole. Les Moghols utilisent des selles avec le pommeau en bourrelet, des quartiers arrondis et le troussequin incliné vers l'arrière.
En 2014, des chercheurs chinois sont les premiers à analyser entièrement le génome d'une race chevaline asiatique, en occurrence le Marwari de l'Inde, choisi en raison de ses caractéristiques phénotypiques uniques.

## Élevage

Répartition des différentes races de chevaux élevées en Inde.

L'élevage de chevaux est plutôt une pratique marginale dans la société indienne. Deux races de chevaux typiquement indiennes, le Marwari et le Kathiawari, sont reconnaissables à leurs oreilles incurvées en forme de croissant de lune, et sont élevées, respectivement, par les Rajputs et des familles princières du Kathiawar. L'Inde compte aussi deux haras à vocation militaire, détenant de nombreuses races de chevaux d'origines variées,, ainsi que le haras de Kunigal.
L'Inde est l'un des foyers épidémiques du surra, une maladie infectieuse transmise aux chevaux par Trypanosoma evansi, via un tabanidé qui pique les chevaux.

## Dans la culture

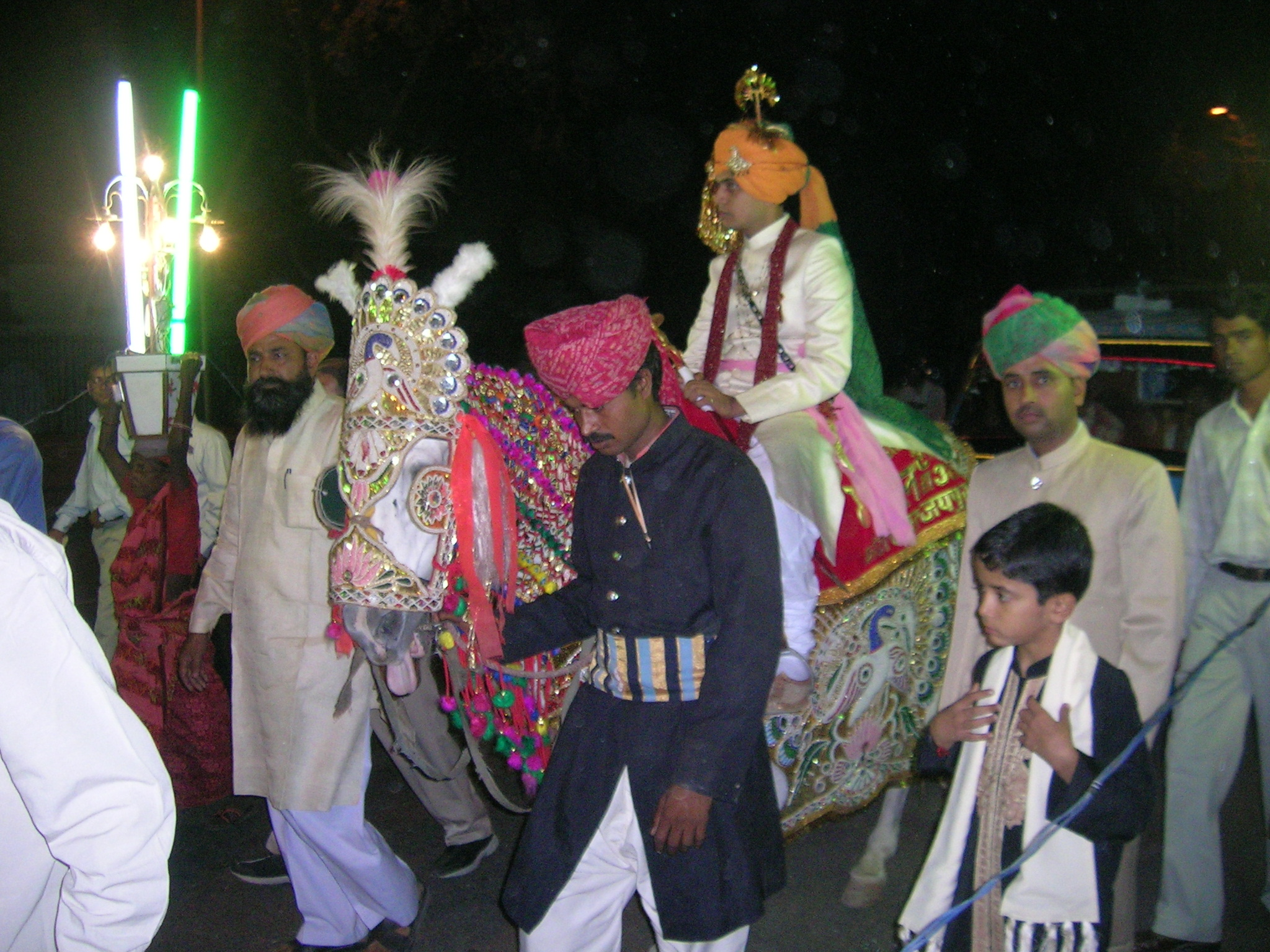
Cérémonie de mariage traditionnelle

Le cheval n'apparaît que rarement dans les productions artistiques de l'Inde antique, il a peu marqué l'imaginaire des artistes. Les représentations, sur des pierres notamment, sont beaucoup moins fréquentes que dans l'Ouest de l'Asie. La plus ancienne de ces représentations artistiques date du dernier tiers du Ier millénaire av. J.-C.. Dans le Rig-Véda, le cheval est associé aux « arya », opposé aux habitants indigènes qualifiés de « dasyus », ou esclaves, et associés au serpent. Le cheval est donc une métaphore de la victoire légitime, et devient au fil du temps un symbole de conquête militaire. Ce sens se retrouve à travers le sacrifice du cheval, ou Ashvamedha, réalisé dans un cadre rituel après qu'un roi se soit approprié des terres en suivant les déplacements d'un cheval. Cette pratique de la religion védique est attestée tant par des sources écrites que par l'iconographie. Plusieurs auteurs de l'Inde ancienne ont étudié les chevaux, et laissé des traités d'hippologie en sanskrit et dans différentes langues vernaculaires. La littérature sanskrite est particulièrement attentive au rôle cérémonial et rituel du cheval.
Actuellement (2006), les pratiques cultuelles liées aux chevaux en Inde sont généralement suivies par des personnes qui n'ont jamais côtoyé cet animal, et qui pour la plupart ne l'ont même jamais vu.
Il est d'usage de faire appel à un « cheval danseur » pour les mariages. Cette danse du cheval est une tradition locale, impliquant le plus souvent une effigie de cheval, une poupée préparée et peinte pour ressembler au véritable animal. Elles sont creuses au milieu, de sorte que les danseurs humains puissent se les passer autour de la taille et mimer des cavaliers. Dans le district de Guntur, des chevaux vivants sont dressés à danser au son de tambours, avec des clochettes accrochés aux paturons. Ces chevaux danseurs sont très populaires lors des fêtes et des mariages.